# Hrîmailiv
Hrîmailiv (în ucraineană Гримайлів) este o așezare de tip urban din raionul Huseatîn, regiunea Ternopil, Ucraina. În afara localității principale, mai cuprinde și satele Buțîkî și Olenivka.

## Demografie
Componența lingvistică a așezării de tip urban Hrîmailiv
     Ucraineană (99,35%)
     Alte limbi (0,65%)
Conform recensământului din 2001, majoritatea populației așezării de tip urban Hrîmailiv era vorbitoare de ucraineană (99,35%), existând în minoritate și vorbitori de alte limbi.